# Hiroki Mizuhara
Hiroki Mizuhara (født 15. januar 1975) er en tidligere japansk fodboldspiller.
Han har spillet for flere forskellige klubber i sin karriere, herunder Nagoya Grampus Eight, Yokohama FC og Tokyo Verdy.